# Krontranor
Krontranor (Balearica) är ett fågelsläkte i familjen tranor inom ordningen tran- och rallfåglar med två arter som förekommer i Afrika söder om Sahara:
- Grå krontrana (B. regulorum)
- Svart krontrana (B. pavonina)